# Вторая республика Вермонт
Вторая республика Вермонт (англ. Second Vermont Republic (SVR)) — группа, существующая в штате Вермонт и борющаяся за возвращение независимости Республики Вермонт (1777—1791), являясь примером латентного сепаратизма в США. Группа представляет себя как сообщество мирных граждан, а также научный центр, «противостоящий тирании корпоративной Америки и тирании правительства США. Целью группы является мирное возвращение штату Вермонт первоначального статуса независимой республики Вермонт». В качестве модели для своей государственности движение видит такие страны, как Норвегия, Дания, Финляндия, Швеция, Швейцария.
Организация была основана в 2003 году Томасом Нейлором (1936—2012), бывшим профессором экономики Университета Дьюка, опубликовавшим в том же году книгу «Манифест Вермонта».
Со времени своего создания сторонники группы в основном выступают за поддержку местного фермерства, местного производства и малого бизнеса штата Вермонт, проводя акции в защиту и поддержку собственных производителей товаров и услуг. Сторонники группы выступают за применение принципов прямой демократии и передачу большинства полномочий на уровень местного самоуправления.